# Rzeżucha trójlistkowa
Rzeżucha trójlistkowa (Cardamine trifolia L.) – gatunek rośliny z rodziny kapustowatych. W Polsce występuje w Sudetach i Karpatach, głównie w reglu dolnym.

## Morfologia

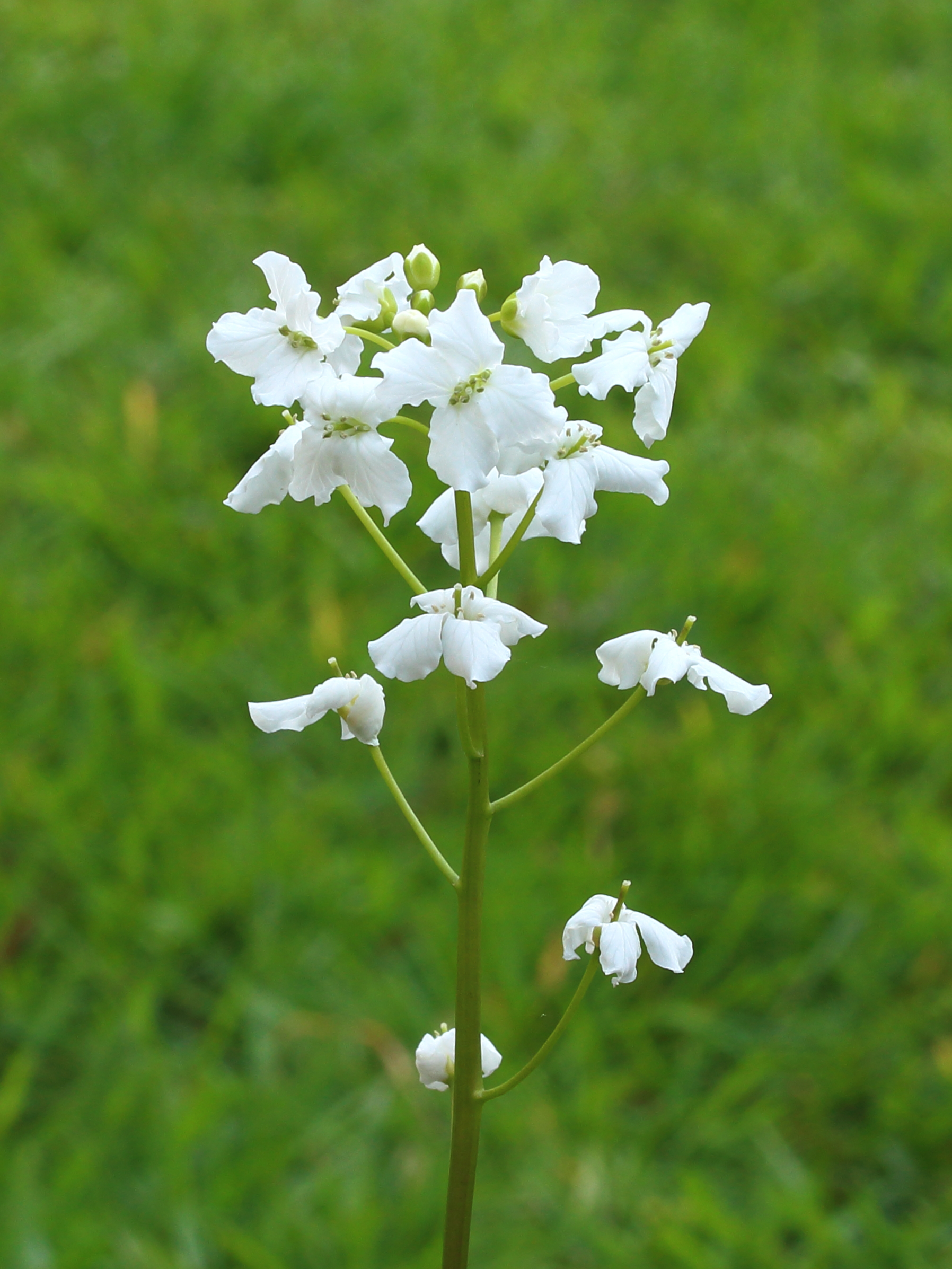
Kwiatostan

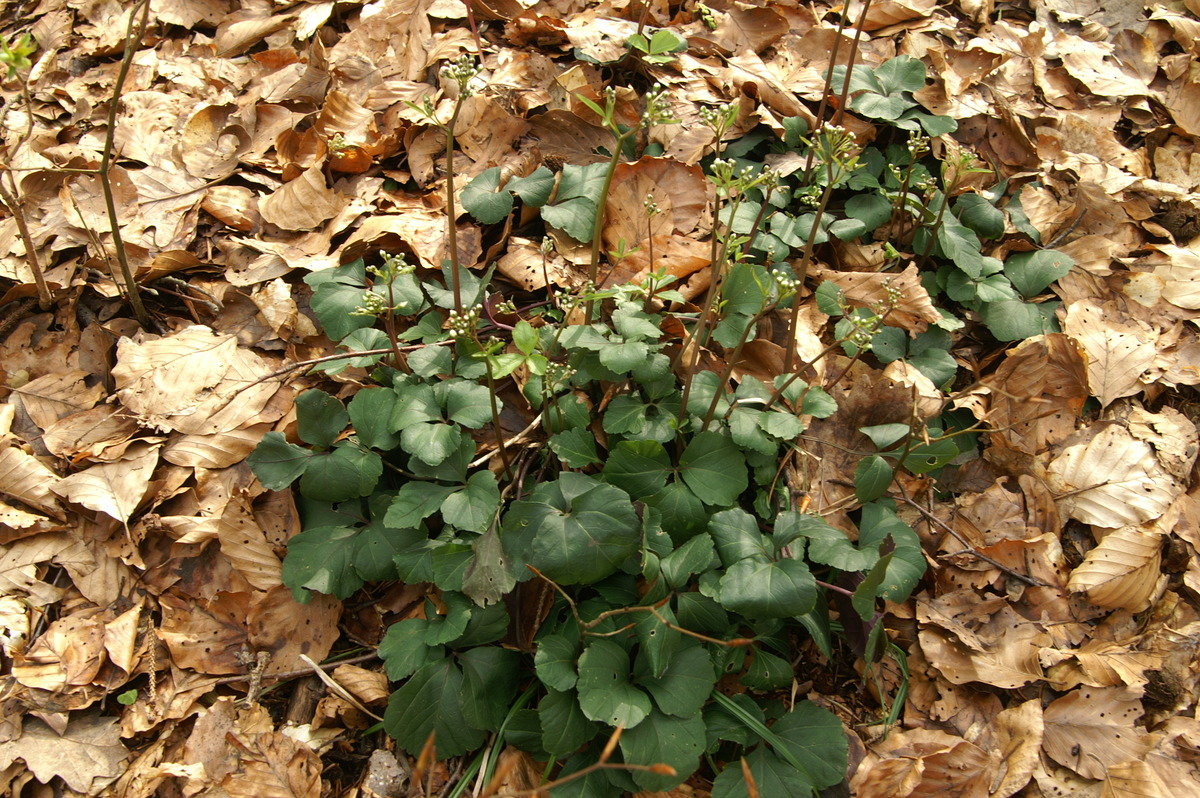
Liście

PokrójBylina trwała z cienkim, rozgałęzionym i pełzającym kłączem, niska osiągająca wysokość od 10 do 30 cm.
ŁodygiŁodygi kwiatonośne bezlistne lub z 1 albo 2 małymi siedzącymi liśćmi
LiścieLiście odziomkowe, ciemnozielone, długoogonkowe, 3-listkowe, o listkach skórzastych, okrągławo-rombowych, na brzegach karbowanych.
KwiatyKwiatostan w postaci baldachogrona na szczycie łodygi. Kwiaty drobne  4-krotne,  koloru białego, zbudowane z krótkich działek kielicha i białych płatków korony, długości od 7 do 10 mm. Kwiaty o 6 pręcikach, krótszych od płatków.
OwocŁuszczyna.

## Biologia i ekologia
Bylina, geofit. Kwitnie od kwietnia do maja. Siedlisko: roślina ubogich siedlisk, zasiedla  lasy bukowe rzadziej jodłowe i świerkowe. Preferuje stanowiska umiarkowanie zacienione, chłodne o glebach świeżych, obojętnych, umiarkowanie ubogich, zasobnych w wodę.